# Like Father, Like Sunday
Pour plus de détails, voir Fiche technique et Distribution.
Like Father, Like Sunday est un téléfilm américain  réalisé par Kabir Akhtar et diffusé sur Comedy Central le 18 juin 2006, avec Kate Beckinsale et Adam Sandler.

## Fiche technique
- Producteur exécutif : Troy Miller
- Coproducteur exécutif : Tracey Baird
- Montage : Rick Kent
- Société de production : Dakota Pictures
- Genre : Comédie
- Durée : inconnu
- Pays :  États-Unis
- Date de 1re diffusion :  18 juin 2006

## Distribution
- Kate Beckinsale : elle-même
- Adam Sandler : lui-même

## Autour du téléfilm
- Kate Beckinsale et Adam Sandler se retrouvent après Click : télécommandez votre vie, sorti cinq jours après la diffusion de Like Father, Like Sunday.